# Superstars (TV-program)

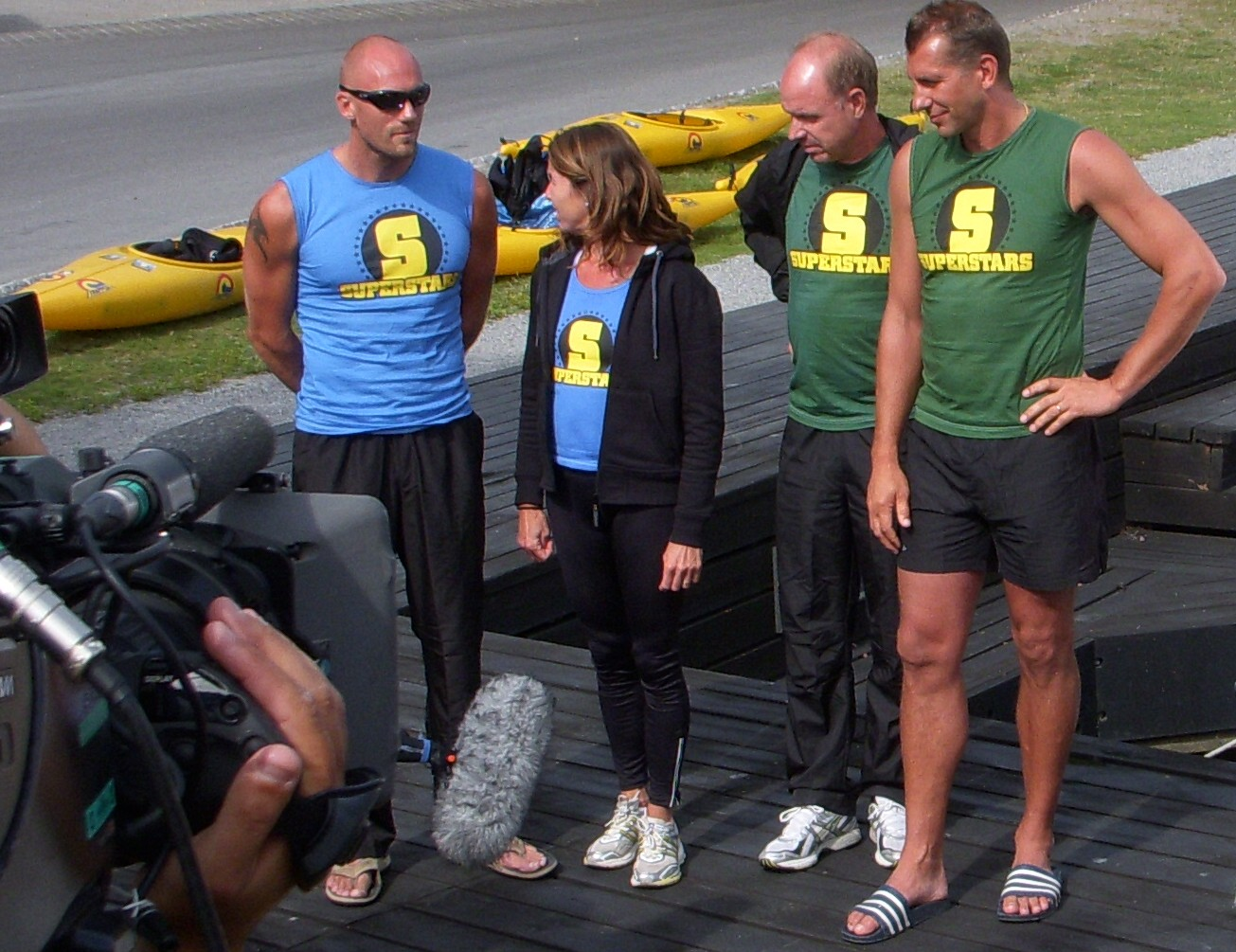
Deltagarna i Superstars 2009. Henrik Nilsson (längst till vänster) med Magdalena Forsberg, Thomas Ravelli och Magnus Wislander (längst till höger) juli 2009.

Superstars är ett underhållningsprogram på TV. Programidén är att Sveriges största idrottstjärnor genom tiderna ska träffas och göra upp om titeln Superstar. De tävlande kan ha avslutat sina karriärer eller fortfarande vara aktiva.

## Historik
Den första omgången sändes i Sveriges Radio-TV 1975, den andra omgången på TV3 1996 och den tredje omgången på TV3 2009. En fjärde omgång började på Kanal 5 under 2017. En brittisk version på BBC och en amerikansk på ABC sändes också 2009.

### 1970-talet
Serien startade i ABC 1973 och BBC köpte programidén senare samma år.
Den första vinnaren av svenska Superstars var stavhopparen Kjell Isaksson 1975. Minnesvärt från premiärserien är diskusstjärnan Ricky Bruchs bravader. I grenen "kast med medicinboll" kastade han en medicinboll rätt över en gymnastiksal och in i väggen, och vann överlägset. I ett annat avsnitt var grenen tyngdlyftning. Ricky Bruch avstod alla lyft tills alla andra lyft så mycket de orkade, sen lade han på 20 kilo och vann grenen enkelt i ett lyft. 
Kjell Isaksson vann även European Superstars 1975 och 1976 (där också Björn Borg deltog och vann sitt lokala heat).

### 1996–1998
Programmet sändes på TV3 mellan 1996 och 1998 under namnet Preem Superstars. 1997 var Claes Åkeson och Kristin Kaspersen programledare. 1998 var Kaspersen utbytt mot Emma Sjöberg. Vinnare 1996 blev Ingemar Stenmark som även kom tvåa 1975.

### 2009

#### Deltagare
2009 års upplaga bestod av 16 deltagare som delades in i fyra olika lag. Lagkaptener var Magdalena Forsberg, skidskytte, Tomas Ravelli, fotboll, Börje Salming, ishockey och Ingemar Stenmark, alpint. 
De övriga deltagarna var:
- Ara Abrahamian, brottning
- Patrik Andersson, fotboll
- Jesper Blomqvist, fotboll
- Malin Ewerlöf Krepp, friidrott
- Mathias Fredriksson, längdåkning
- Per Fosshaug, bandy
- Susanne Gunnarsson, kanot
- Anders Holmertz, simning
- Henrik Nilsson, kanot
- Ylva Nowén, alpint
- Magnus Samuelsson, världens starkaste man
- Magnus Wislander, handboll

#### Upplägg
Lagen möttes sinsemellan och de två vinnande lagen ur gruppspelet möttes i en direkt avgörande final. I det lag som vann finalen gjorde lagdeltagarna upp individuellt om titeln som årets "Superstar". Vinnare blev fotbollsspelaren Patrik ”Bjärred” Andersson.
En skillnad mellan 2009 års säsong och de två kommande är att 2009 tävlade bara två lag samtidigt. Upplägget var alltså att när gruppspelet började så möttes först Team Forsberg och Team Salming, sen Team Stenmark och Team Ravelli, sen Team Ravelli och Team Forsberg o.s.v. 2010 och 2011 tävlade alla lagen på en gång under de första sju avsnitten.

### 2010

#### Deltagare
Blått lag
- Pernilla Wiberg (lagkapten)
- Martin Lidberg
- Kennet Andersson
- Jonas Claesson

Gult lag
- Stefan Holm (lagkapten)
- Louise Karlsson
- Anders Södergren
- Tomas Gustafson

Grönt lag
- Thomas Wassberg (lagkapten)
- Jens Byggmark
- Niclas Alexandersson
- Anna Le Moine

Rött lag
- Björn Ferry (lagkapten)
- Magnus Andersson
- Jörgen Jönsson
- Åsa Sandell

I avsnitt 2-7 tävlade lagen i sammanlagt 24 grenar. Det lag som hade flest poäng totalt (Team Wiberg med 72 poäng) gick direkt till finalen i avsnitt nio. De andra lagen (Team Wassberg med 60 poäng, Team Ferry med 58 poäng, och Team Holm med 51 poäng) tävlade sedan individuellt mot varandra i avsnitt 8 om vem som tog den femte och sista finalplatsen. Finalen avgjordes i fyra grenar, kanot 150 meter, spjut, bågskytte och 400 meter löpning. På första plats kom Martin Lidberg, på andra plats Kennet Andersson och på tredje plats Björn Ferry.

### 2011

#### Deltagare
2011 års upplaga hade nya lagkaptener och flera debutanter men även två som återkom från förra säsongen – Niclas Alexandersson och Louise Karlsson.
Rött lag
- Eddy Bengtsson
- Mikael Appelgren
- Maria Pietilä Holmner
- Patrik Sjöberg (lagkapten)

Grönt lag
- Louise Karlsson (lagkapten)
- André Myhrer
- Niclas Alexandersson
- Jörgen Brink

Gult lag
- Johan Petersson
- Armand Krajnc (lagkapten)
- Anna Carin Zidek
- Stefan Nystrand

Blått lag
- Frank Andersson (lagkapten)
- Veronica Wagner
- Torgny Mogren
- Anders Järryd

#### Upplägg
När alla lagen var kompletta tävlade de i sammanlagt 24 grenar (avsnitt 2–7). Tävlingarna var, i kronologisk ordning:

1. Simhopp
2. Streetbasket
3. Squats
4. Lagtävling i Spjut
5. 600 m hinder
6. Bågskytte
7. Höjdhopp
8. Fotbollsstraffar
9. K2 Stafett
10. Dragkamp
11. Fysbana
12. Klättervägg
13. Frisim 100 m
14. Fäktning
15. Hinderbanan
16. Löpskytte
17. Inriggare
18. Längdhopp
19. Tyngdlyftning
20. Stafett 2 gånger 200 m
21. Spjut
22. K1 Stafett 3 gånger 100 m
23. Frisim 50 m
24. Stakmaskin.

#### Resultat
Det lag som hade mest poäng efter de grenarna gick direkt till finalen i avsnitt 9, medan det lag som hamnade sist blev utslaget. Sedan tävlade det andra- och tredjeplacerade laget i en semifinal om de fyra återstående finalplatserna. Efter avsnitt 7 blev ställningen så här:
- 1:a plats: Lag Karlsson med 72 poäng (direkt till final)
- 2:a plats: Lag Sjöberg med 59 poäng (till semifinal)
- 3:e plats: Lag Krajnc med 55 poäng (till semifinal)
- 4:e plats: Lag Andersson med 53 poäng (utslagna)

Semifinalen avgjordes i fyra grenarna. I de första tre grenarna (Lagkapp i simning, fotbollsstraffar och Dips) gav varje grenseger två sekunders försprång inför den avgörande grenen (400 meter). Lag Krajnc fick genom segrar i alla de tre första grenarna sex sekunders försprång mot Lag Sjöberg. I 400 meter tävlade Johan Pettersson mot Mikael Appelgren och vinnaren blev Johan Pettersson, och därmed gick Lag Krajnc till final.
I finalen var det inga lagtävlingar utan de två finallagen tävlade mot varandra. Först tävlade de i 800 meter, där de två sistplacerade åkte ut. Sedan i Gymtest i cykel och Squats, och även där åkte de två sistplacerade ut. Sedan avgjordes finalen mellan de två som var kvar i en hinderbana.
1. André Myhrer
2. Jörgen Brink
3. Niclas Alexandersson
4. Johan Pettersson
5. Armand Krajnc[a]
6. Anna Carin Zidek
7. Louise Karlsson
8. Stefan Nystrand

### 2017
Programmet flyttade till Kanal 5 med Jessica Almenäs som programledare. Vinnare blev Christian Olsson.

#### Deltagare
- Therese Alshammar, simning
- Kajsa Bergqvist, friidrott
- Magdalena Forsberg, skidskytte
- Emma Johansson, cykel
- Tomas Brolin, fotboll
- Per Elofsson, längdskidor
- Christian Olsson, friidrott
- Jörgen Persson, bordtennis[11]

#### Resultat
- 1:a Christian Olsson
- 2:a Per Elofsson
- 3:a Emma Johansson
- 4:a Magdalena Forsberg
- 5:a Therese Alshammar
- 6:a Jörgen Persson
- 8:a Kajsa Bergkvist
- 8:a Tomas Brolin

### 2018
Vinnare blev Thomas Ravelli.

#### Deltagare
- Johan Olsson
- Marie-Helene Östlund
- Patrik Sjöberg
- Thomas Ravelli
- Anette Norberg
- Stefan Schwarz
- Klara Svensson
- Susanne Gunnarsson[13]

### 2019
Vinnare blev Anna Lindberg.

#### Deltagare
- Stefan Holm
- Kajsa Bergqvist
- Glenn Hysén
- Anna Lindberg
- Jonas Björkman
- Emil Jönsson
- Anna Jönsson Haag
- Susanna Kallur[15]

### 2020
Vinnare blev Emma Green.

#### Deltagare
- Peter Forsberg
- Emma Igelström
- Hanna Marklund
- Magnus Wislander
- Magdalena Forsberg
- Torgny Mogren
- Emma Green
- Jesper Blomqvist[17]

#### Resultat
- 1:a Emma Green
- 2:a Peter Forsberg
- 3:a Torgny Mogren
- 4:a Jesper Blomqvist
- 5:a Magnus Wislander
- 6:a Magdalena Forsberg
- 7:a Hanna Marklund
- 8:a Emma Igelström

### 2021
Vinnare blev Maria Pietilä Holmner.

#### Deltagare
- Helena Ekholm
- Magnus Hedman
- Ida Ingemarsdotter
- Carolina Klüft
- Anders Limpar
- Staffan Olsson
- Maria Pietilä Holmner
- Tony Rickardsson[19]

### 2022
Vinnare blev André Myhrer.

#### Deltagare
- Malin Ewerlöf
- Peter Forsberg
- Erica Johansson
- André Myhrer
- Loui Sand
- Anders Svensson
- Emma Wikén
- Josefine Öqvist[20]

### 2023
Säsongen hade premiär den 30 januari 2023. Vinnare blev Frida Hansdotter.

#### Deltagare
- Frida Hansdotter
- Jenny Rissveds
- Angelica Bengtsson
- Helen Alfredsson
- Lars Frölander
- Mathias Fredriksson
- Kennet Andersson
- Michel Tornéus

Dessutom var Kenny Bräck och Sarah Sjöström gäster i var sitt avsnitt.

### 2024
Säsongen hade premiär den 5 februari 2024.

#### Deltagare
- Johan Olsson
- Christian Olsson
- Marcus Allbäck
- Johanna Ojala
- Hedvig Lindahl
- Linnea Claeson

### Fotnoter
1. 1 2  Svenska Dagbladet:  s. 12. 24 december 1975. https://www.svd.se/arkiv/1975-12-24/12. Läst 22 november 2020.
2. 1 2  ”TV-programmen”. Svenska Dagbladet:  s. 13. 5 februari 1977. https://www.svd.se/arkiv/1977-02-05/13. Läst 22 november 2020.
3. 1 2  ”TV-programmen”. Svenska Dagbladet:  s. 15. 15 januari 1977. https://www.svd.se/arkiv/1977-01-15/15. Läst 22 november 2020.
4. ↑  ”TV-programmen”. Svenska Dagbladet:  s. 21. 3 januari 1976. https://www.svd.se/arkiv/1976-01-03/21. Läst 22 november 2020.
5. ↑  ”TV-programmen”. Svenska Dagbladet:  s. 15. 22 januari 1977. https://www.svd.se/arkiv/1977-01-22/15. Läst 22 november 2020.
6. ↑  ”TV3's officiella programsida”. TV3. 1 september 2009. Arkiverad från originalet den 22 september 2009. https://web.archive.org/web/20090922190418/http://www.tv3.se/superstars. Läst 19 september 2009.
7. ↑  ”Mästarnas mästare vs Superstars”. TV-planeten. 12 augusti 2009. http://tvplaneten.se/1.322622?entryId=19659. Läst 20 september 2009.
8. ↑  The Superstars
9. ↑  https://smdb.kb.se/catalog/id/000013858
10. ↑  ”Christian Olsson vinner "Superstars"”. Sydsvenskan. 4 april 2017. https://www.sydsvenskan.se/2017-04-04/christian-olsson-vinner-superstars/. Läst 19 mars 2024.
11. ↑  ”Här är alla tävlande i Superstars 2017”. MyNewsDesk / TV5. 16 november 2016. Arkiverad från originalet den 17 november 2016. https://web.archive.org/web/20161117065113/http://www.mynewsdesk.com/se/kanal-5-sverige/pressreleases/haer-aer-alla-taevlande-i-superstars-2017-1651921. Läst 16 november 2016.
12. ↑  ”Ravellis dubbeltriumf – först ”Mästarnas mästare” och nu ”Superstars””. www.aftonbladet.se. 17 april 2018. https://www.aftonbladet.se/a/7lgoa9. Läst 19 mars 2024.
13. ↑  ”Här är de tävlande i ”Superstars””. www.aftonbladet.se. 25 oktober 2017. https://www.aftonbladet.se/a/A8xEx. Läst 19 mars 2024.
14. ↑  ”Anna Lindberg vinnare av Superstars 2019”. Webbsida Anna Lindberg. 22 mars 2019. https://annalindberg.se/anna-lindberg-vinnare-av-superstars-2019/. Läst 19 mars 2024.
15. ↑  Martin Nersing (24 oktober 2018). ”Svenska idrottshjältar gör upp i Superstars 2019” (på engelska). press.warnerbrosdiscovery.se. https://press.warnerbrosdiscovery.se/post/svenska-idrottshjaltar-gor-upp-i-superstars-2019. Läst 19 mars 2024.
16. ↑  Markus Wulcan (17 april 2020). ”Emma Green slog Peter Forsberg: ”Han var en bra förlorare””. www.expressen.se. https://www.expressen.se/gt/sport/friidrott/emma-green-vardig-tvaa-och-bra-forlorare/. Läst 19 mars 2024.
17. ↑  ”Superstars 2020: Här är alla deltagare i årets säsong | MåBra”. www.mabra.com. 28 januari 2020. https://www.mabra.com/halsa/superstars-2020-har-ar-alla-deltagare/6508398. Läst 19 mars 2024.
18. ↑  ”MÄSTARE! Maria Pietilä Holmner tog hem ”Superstars” – Klüfts frustration efter missen”. www.aftonbladet.se. 19 april 2021. https://www.aftonbladet.se/a/KygGK7. Läst 19 mars 2024.
19. ↑  ”Här är deltagarna i Superstars 2021: ”Jag har mest bara spelat paddel””. www.aftonbladet.se. 5 augusti 2020. https://www.aftonbladet.se/a/50Pq0O. Läst 19 mars 2024.
20. ↑  ”Succéprogrammet Superstars tillbaka med ny säsong - Premiär 7 februari på discovery+ och Kanal 5” (på engelska). press.warnerbrosdiscovery.se. 2 februari 2022. https://press.warnerbrosdiscovery.se/post/succeprogrammet-superstars-tillbaka-med-ny-sasong-premiar-7-febr. Läst 19 mars 2024.
21. ↑  ”De slåss om "Superstars"-statyetten 2023”. Göteborgs-Posten. 6 oktober 2022. https://www.gp.se/kultur-noje/noje-kultur/de-slass-om-superstars-statyetten-2023.fa48a440-5a8c-5559-9628-3922143ea184.
22. ↑  ”Jenny Rissveds är med i Superstars på måndag – riktigt roligt startfält”. SWE Cycling. 26 januari 2023. https://scf.se/mountainbike/jenny-rissveds-ar-med-i-superstars-pa-mandag-riktigt-roligt-startfalt/. Läst 19 mars 2024.
23. ↑  Fredrik Andersson (8 maj 2023). ”Hansdotter vinner "Superstars" - Fick revansch mot Michel Tornéus”. Aftonbladet. https://www.aftonbladet.se/nojesbladet/a/y6b8L2/hansdotter-vinner-superstars.
24. ↑  ”Superstars 2024 - Här är alla deltagare och gladiatorer”. Filmtopp.se. 12 januari 2024. https://www.filmtopp.se/nyhet/discoveryplus-superstars-2024-har-ar-alla-deltagare-och-gladiatorer. Läst 19 mars 2024.